# Jack Jersey

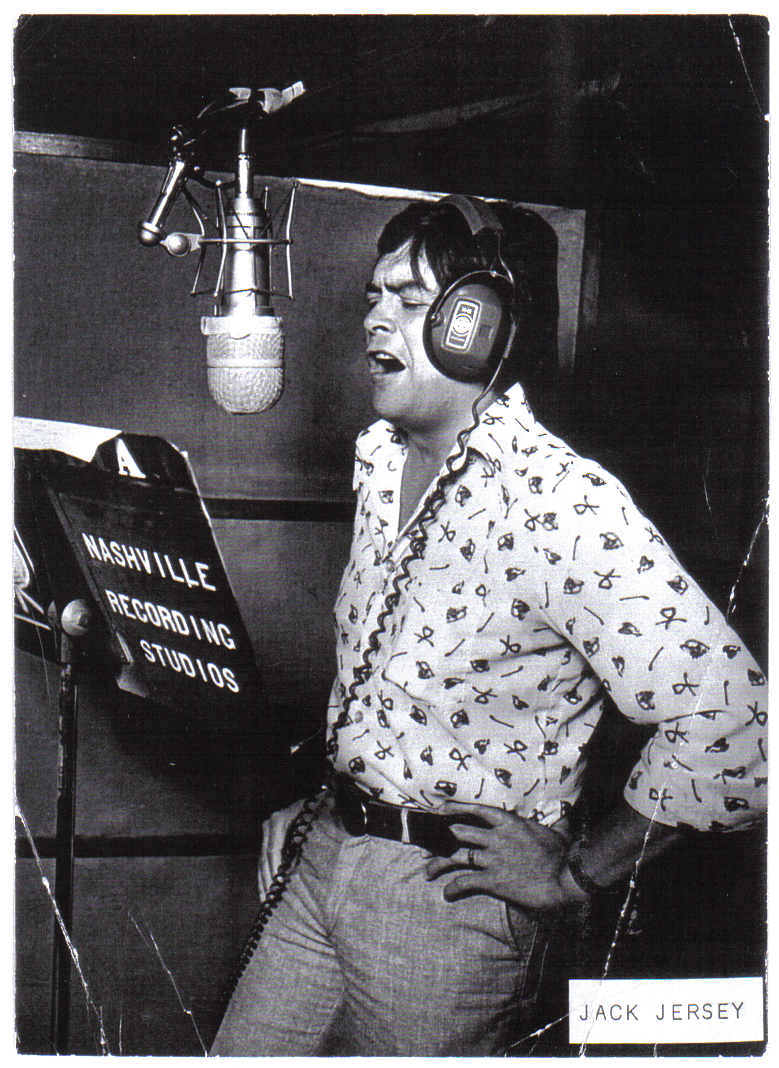
Jack Jersey (1974)

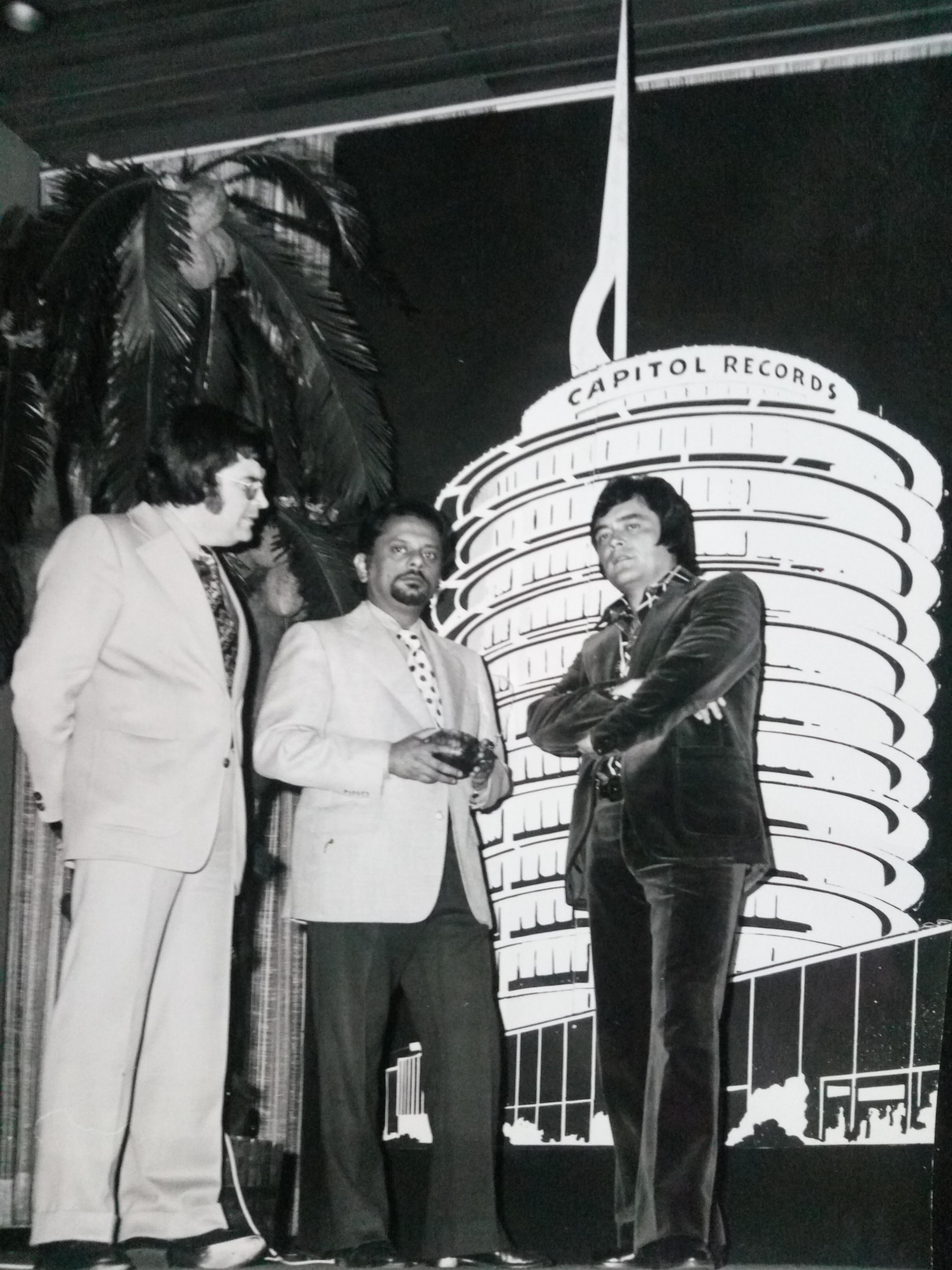
Roel Kruize, Bhaskar Menon und Jack Jersey (1974)

Jack Jersey, bürgerlicher Name: Jack Willem de Nijs, (* 18. Juli 1941 in Cimahi, Niederländisch-Indien; † 26. Mai 1997 in Roosendaal, Niederlande) war ein niederländischer Sänger, Texter, Komponist und Produzent.

## Wirken
Als Kind spielte de Nijs bereits in einer kleinen Musikgruppe auf seinem Ukulelebanjo. Im Jahr 1951 zogen seine Eltern von Niederländisch–Indien in die Niederlande. Während de Nijs zur Schule ging (Hogere burgerschool), gründete er „The Dixie Stampers“, eine Dixieland−Band. Nachdem er eine Hotelschule besucht hatte, gründete er eine neue Gruppe unter dem Namen „The Four Sweeters“. Diese hatte jedoch keinen großen Erfolg. Auch die nachfolgenden Jahre mit anderen Bands brachten keine großen Erfolge: „Jack & Woody“ (inspiriert durch die Everly Brothers) und „Jack Dens & the Swallows“. In anderer Besetzung 1963 „The Firestring“ und ein Jahr später „The Flames“. 1965 trat er mit der Gruppe „The Rhythm Brothers“ in Deutschland auf und bis 1967 spielte er bei „The Loosers“.
Seinen ersten Top-40–Hit hatte de Nijs als Songschreiber 1969 mit Oh Antoinette, gesungen von Leo den Hop. Mit den Liedern Gina Lollobrigida und De Fles hatte er wiederum Erfolge. Nach 1971 beschloss er, nur noch in englischer Sprache zu singen und verwendete zeitweise den Künstlernamen „Ruby Nash“.
Mit der früheren Begleitband von Elvis Presley, The Jordanaires, nahm er in Nashville eine Live–LP auf. Er schrieb und komponierte Lieder, unter anderem für die niederländischen Sänger Nick MacKenzie und Andre Moss.
Im deutschen Fernsehen ist er unter anderem mit dem Titel 6,3,7,8,4 in der Sendung Musikladen zu sehen gewesen. Einen seiner größten Erfolge hatte er als Produzent mit der Teeny–Band The Shorts (Comment ca va).
Im Oktober 1988 erkrankte er an Kehlkopfkrebs, an dem er letztendlich am 26. Mai 1997 – im Alter von nur 55 Jahren – verstarb.

## Auszeichnungen

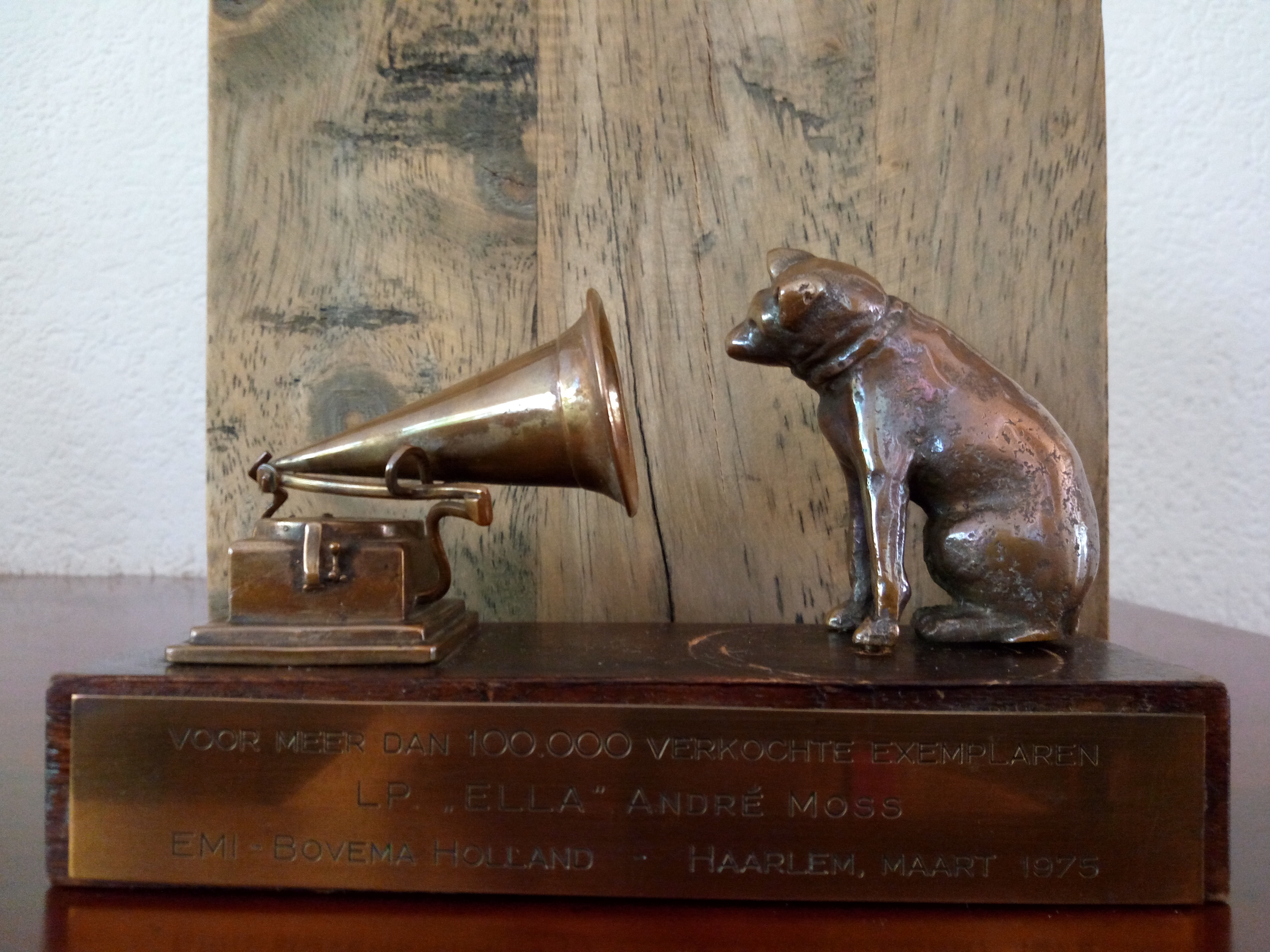
Fünfmal ausgezeichnet mit His Master’s Voice

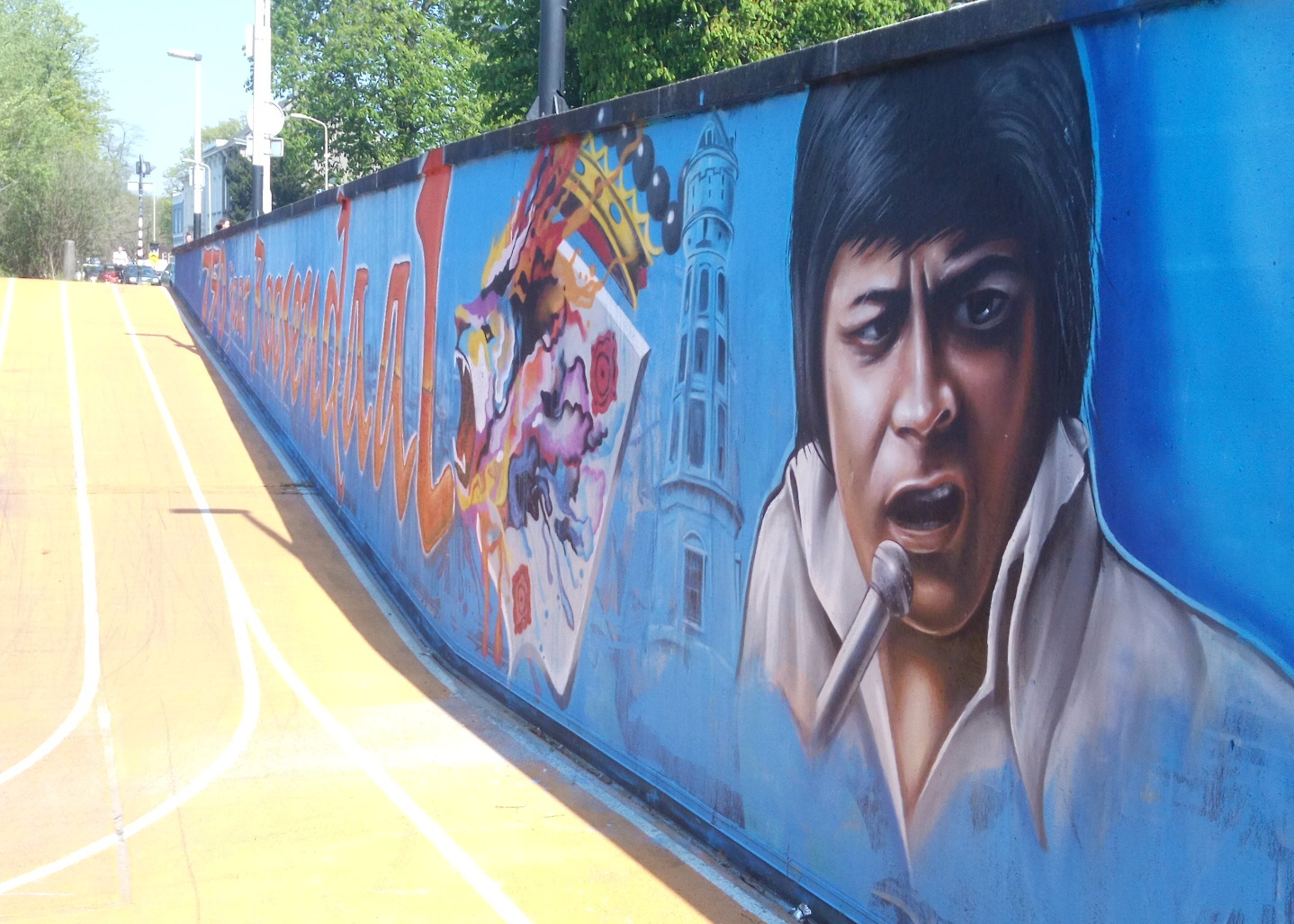
Graffiti-Wandmalerei in Roosendaal (2018)

Jack de Nijs erhielt zahlreiche Auszeichnungen: Insgesamt 16-mal Platin, darunter zweimal für Ray Millers Coverversionen seiner Songs in Deutschland, dreimal für seine Arbeit an dem Album Ella von André Moss und zweimal in den Niederlanden und Frankreich als Produzent der Single Comment ça va der Band The Shorts. Dazu kamen etwa 30 goldene Schallplatten und mehrmals besondere Auszeichnungen, wie fünfmal der „Goldene Hund“, auch His Master’s Voice (Die Stimme seines Meisters) genannt, von EMI/Bovema und die Ehrenbürgerschaft der katalanischen Stadt Llançà in Spanien.

## Trivia
Jack Willem de Nijs erhielt seinen Künstlernamen „Jack Jersey“ 1961 von seinem Vater. Dieser hielt das Pseudonym für einen Internationalen Sänger und Textschreiber geeignet.

## Diskografie

### Alben
| Jahr | Titel                     | Höchstplatzierung, Gesamtwochen, AuszeichnungChartsChartplatzierungen (Jahr, Titel, Platzierungen, Wochen, Auszeichnungen, Anmerkungen) | Anmerkungen         |
| Jahr | Titel                     | NL | Anmerkungen         |
| ---- | ------------------------- | --- | ------------------- |
| 1974 | In the Still of the Night | NL3 (19 Wo.)NL |                     |
| 1975 | I Wonder                  | NL3 (8 Wo.)NL | mit The Jordanaires |
| 1976 | Sings Country             | NL12 (4 Wo.)NL |                     |
| 1977 | Asian Dreams              | NL5 Gold · (20 Wo.)NL |                     |
| 1978 | Mexico                    | NL15 (5 Wo.)NL |                     |
| 1979 | The King and I            | NL29 (6 Wo.)NL |                     |
| 1980 | Accept My Love            | NL37 (2 Wo.)NL |                     |
| 1981 | Jack Jersey Show          | NL16 (4 Wo.)NL |                     |
| 1988 | Close to You              | NL39 (8 Wo.)NL |                     |

Weitere Alben
- 1975: A Christmas Show
- 1977: Forever
- 1980: Sri Lanka… My Shangri-La
- 1982: Dreamer
- 1991: Jack Jersey
- 2001: Live in Indonesia

### Kompilationen
| Jahr | Titel                        | Höchstplatzierung, Gesamtwochen, AuszeichnungChartsChartplatzierungen (Jahr, Titel, Platzierungen, Wochen, Auszeichnungen, Anmerkungen) | Anmerkungen |
| Jahr | Titel                        | NL | Anmerkungen |
| ---- | ---------------------------- | --- | ----------- |
| 1976 | The Best of…                 | NL2 a Platin · (18 Wo.)NL |             |
| 2007 | Asian Dreams & Greatest Hits | NL51 (5 Wo.)NL |             |

Weitere Kompilationen
- 1975: Topparade 2 (mit Nick MacKenzie und André Moss)
- 1983: Het beste van Jack Jersey
- 1995: Good for Gold
- 1997: Thanks for All the Years (2 CDs)

### Singles
| Jahr | Titel Album                                      | Höchstplatzierung, Gesamtwochen, AuszeichnungChartplatzierungen (Jahr, Titel, Album, Platzierungen, Wochen, Auszeichnungen, Anmerkungen) | Höchstplatzierung, Gesamtwochen, AuszeichnungChartplatzierungen (Jahr, Titel, Album, Platzierungen, Wochen, Auszeichnungen, Anmerkungen) | Höchstplatzierung, Gesamtwochen, AuszeichnungChartplatzierungen (Jahr, Titel, Album, Platzierungen, Wochen, Auszeichnungen, Anmerkungen) | Höchstplatzierung, Gesamtwochen, AuszeichnungChartplatzierungen (Jahr, Titel, Album, Platzierungen, Wochen, Auszeichnungen, Anmerkungen) | Höchstplatzierung, Gesamtwochen, AuszeichnungChartplatzierungen (Jahr, Titel, Album, Platzierungen, Wochen, Auszeichnungen, Anmerkungen) | Anmerkungen                                                            |
| Jahr | Titel Album                                      | DE | AT | CH | NL | BEF | Anmerkungen                                                            |
| ---- | ------------------------------------------------ | --- | --- | --- | --- | --- | ---------------------------------------------------------------------- |
| 1970 | Sofia Loren –                                    | — | — | — | NL23 (3 Wo.)NL | — | als Jack de Nijs                                                       |
| 1971 | O daar heb je ze weer –                          | — | — | — | NL36 (4 Wo.)NL | — | als Jack de Nijs                                                       |
| 1971 | Blame It on the Summer Sun Jack Jersey           | — | — | — | NL35 (2 Wo.)NL | — | als Ruby Nash                                                          |
| 1972 | Ay, ay, waar blijft Maria –                      | — | — | — | NL25 (4 Wo.)NL | — | als Jack de Nijs Autor: Henk Taal                                      |
| 1972 | Helena –                                         | — | — | — | NL28 (3 Wo.)NL | — | als Jack de Nijs                                                       |
| 1973 | I’m Calling In the Still of the Night            | — | — | — | NL13 (7 Wo.)NL | BEF9 (10 Wo.)BEF | Autor: Jack de Nijs                                                    |
| 1974 | Don’t Break This Heart In the Still of the Night | — | — | — | NL17 (6 Wo.)NL | BEF9 (8 Wo.)BEF | Autor: Jack de Nijs                                                    |
| 1974 | In the Still of the Night                        | DE21 (6 Wo.)DE | — | — | NL6 (11 Wo.)NL | BEF2 (16 Wo.)BEF | Autoren: Jack de Nijs, H. Haast                                        |
| 1974 | Pappa Was a Poor Man In the Still of the Night   | — | — | — | NL5 (11 Wo.)NL | BEF4 (13 Wo.)BEF | Autoren: H. Haast, Jack de Nijs                                        |
| 1974 | Rub-It In I Wonder                               | — | — | — | NL14 (6 Wo.)NL | BEF15 (6 Wo.)BEF | mit The Jordanaires, Autor: Ron Chancey Original: Billy Craddock, 1974 |
| 1975 | I Wonder                                         | — | — | — | NL11 (7 Wo.)NL | BEF5 (11 Wo.)BEF | mit The Jordanaires Autoren: Jack de Nijs, Jacques Verburgt            |
| 1975 | Mary Lee I Wonder                                | — | — | — | NL38 (3 Wo.)NL | BEF26 (5 Wo.)BEF | mit The Jordanaires Autoren: Jack de Nijs, Jacques Verburgt            |
| 1975 | Silvery Moon Topparade 2                         | — | — | — | NL22 (3 Wo.)NL | BEF20 (8 Wo.)BEF | Autoren: Jack de Nijs, K. Naar                                         |
| 1975 | Gone Girl Jack Jersey Sings Country              | — | — | — | NL11 (7 Wo.)NL | BEF9 (9 Wo.)BEF | Autoren: Jack Clement, Jack de Nijs Original: Johnny Cash, 1978        |
| 1976 | Me and Bobby Mc-Gee Jack Jersey Sings Country    | — | — | — | NL22 (5 Wo.)NL | BEF19 (4 Wo.)BEF | Autoren: Kris Kristofferson, Fred Foster Original: Roger Miller, 1969  |
| 1976 | After Sweet Memories Jack Jersey Sings Country   | — | — | — | NL17 (7 Wo.)NL | BEF24 (3 Wo.)BEF | Autor: Kent Robbins Original: Ronnie Milsap, 1975                      |
| 1976 | Blue Brown-Eyed Lady Forever                     | — | — | — | NL6 (11 Wo.)NL | BEF6 (11 Wo.)BEF | Autor: Jack de Nijs                                                    |
| 1976 | Lonely Christmas –                               | — | — | — | — | BEF22 (5 Wo.)BEF | Autoren: Jack de Nijs, Jacques Verburgt                                |
| 1977 | Lonely Me Forever                                | — | — | — | NL21 (6 Wo.)NL | BEF20 (2 Wo.)BEF | Autor: Jack de Nijs                                                    |
| 1977 | She Was Dynamite Asian Dreams                    | — | — | — | NL18 (6 Wo.)NL | BEF14 (6 Wo.)BEF | Autoren: Jack de Nijs, Jacques Verburgt                                |
| 1980 | Sri-Lanka… My Shangri-La                         | — | AT6 (12 Wo.)AT | CH8 (6 Wo.)CH | NL4 (9 Wo.)NL | BEF4 (12 Wo.)BEF | Autoren: Jack de Nijs, K. Naar, Milly Trap                             |
| 1980 | Woman Sri-Lanka… My Shangri-La                   | — | — | — | NL28 (4 Wo.)NL | BEF29 (1 Wo.)BEF | Autoren: Jack de Nijs, K. Naar, Milly Trap                             |
| 1981 | Shanah Dreamer                                   | — | — | — | NL26 (5 Wo.)NL | — | Autoren: Jack de Nijs, K. Naar, Milly Trap                             |
| 1982 | Puerto de Llansa (Lady Rose) Dreamer             | — | — | — | NL26 (5 Wo.)NL | — | Autoren: Jack de Nijs, Milly Trap                                      |

grau schraffiert: keine Chartdaten aus diesem Jahr verfügbar
Weitere Singles
- 1972: Christina (als Jack de Nijs)
- 1976: Lonely Xmas
- 1976: Du bist ’ne Lady und ich bleib’ ein Vagabund (deutsche Version von Blue Brown-Eyed Lady)
- 1977: Forever
- 1977: On This Night a Thousand Stars
- 1977: Asian Dreams
- 1978: Viva Mexico
- 1979: Yesterday Guy
- 1979: Ramblin’ Man
- 1981: Lonely Street
- 1982: Send a Little Bit of Love (mit Lisa MacKeag)
- 1982: Papa Was a Poor Man (Live in Indonesia)
- 1983: Voodoo Hits Me
- 1984: 63784
- 1985: All I Do Is Dream
- 1986: Love Letters
- 1988: Lady
- 1989: Hurry Home
- 1990: Here Comes Summer

## Galerie

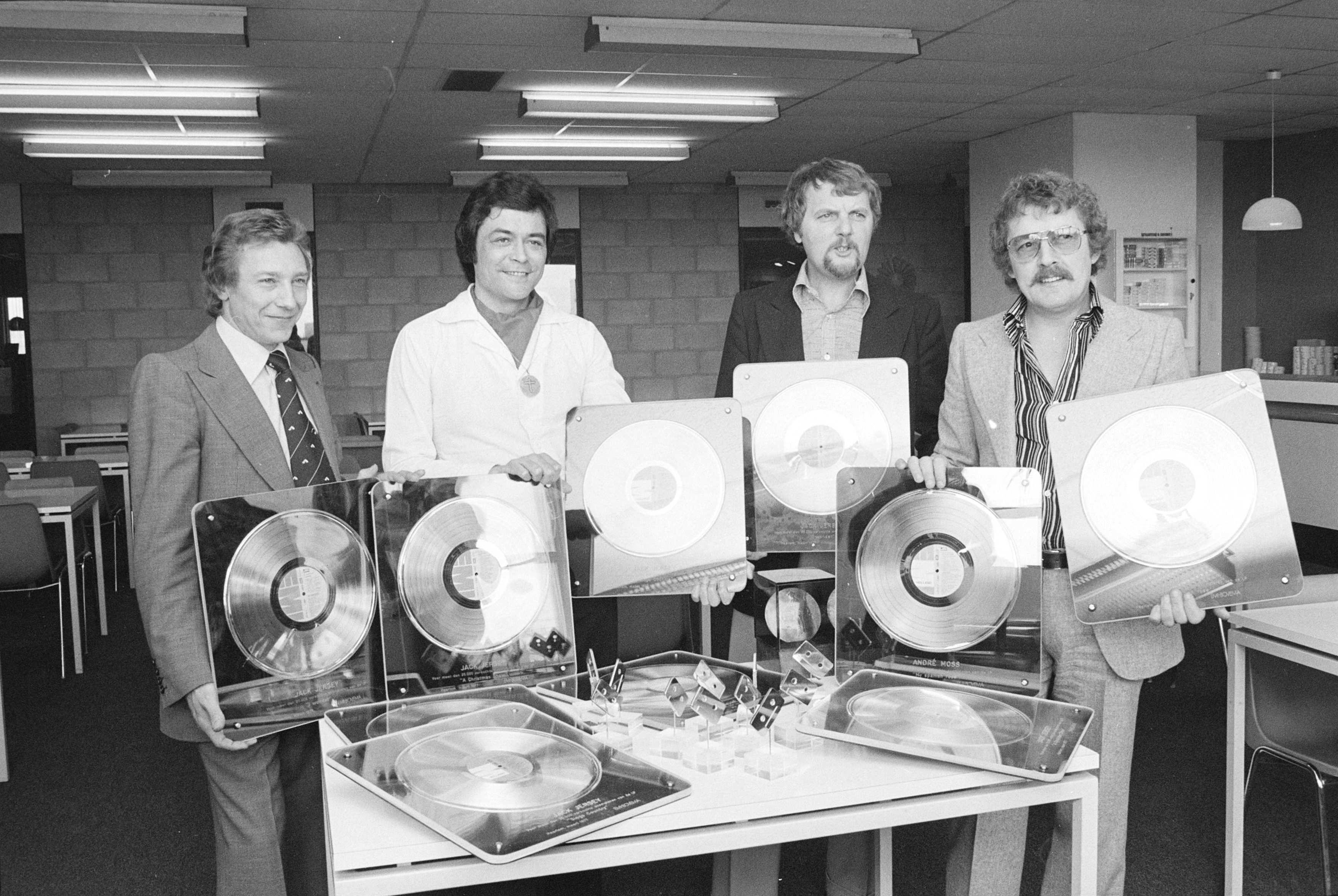
Unbekante Person, Jack de Nijs, Cees den Daas und André Moss
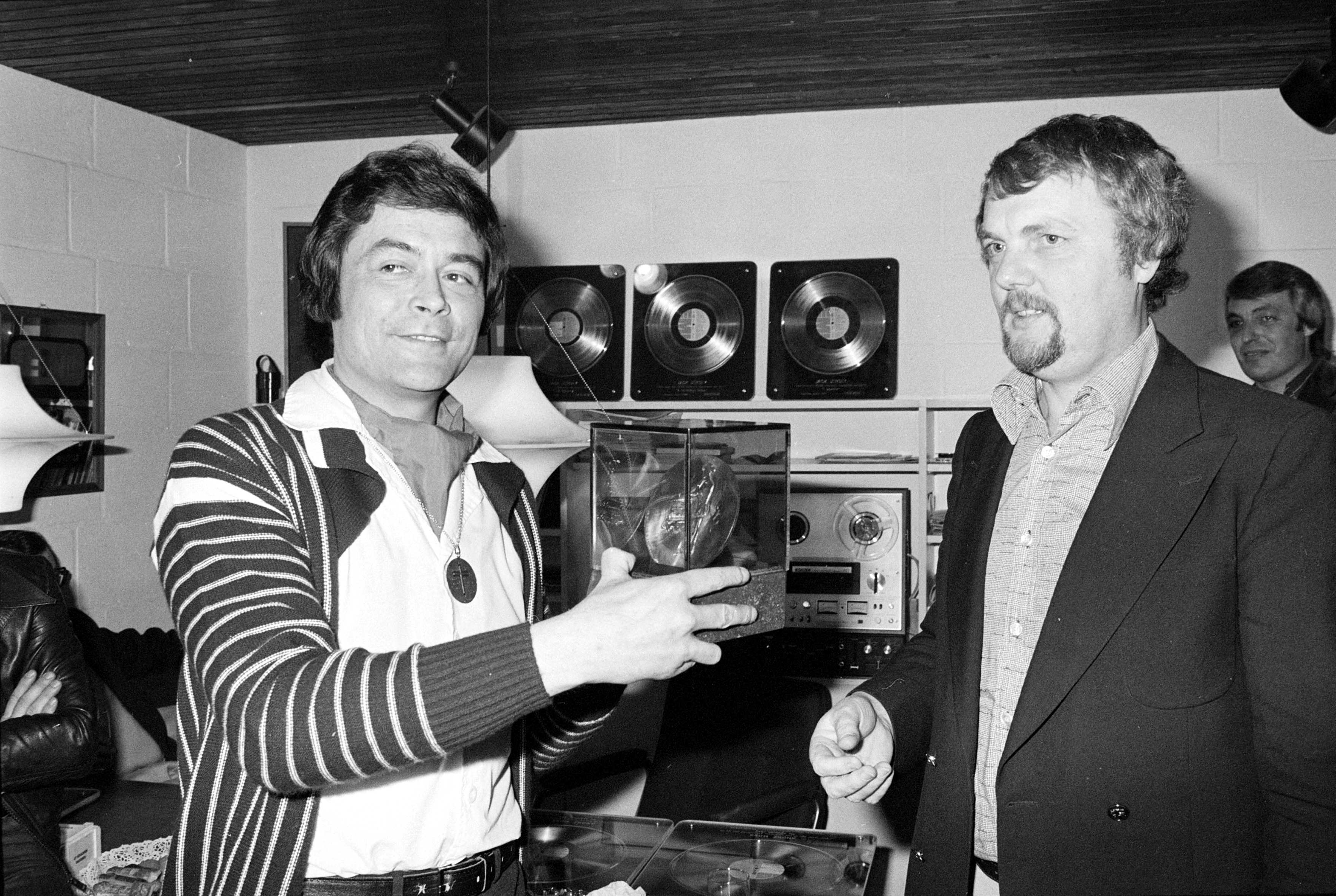
Jack de Nijs und Cees den Daas